# Kvartsporfyr
Kvartsporfyr är en eruptiv bergart, som i en finkornig till tät grundmassa innehåller större korn av kvarts och fältspat eller endast fältspat (felsitporfyr). Grundmassan består på samma sätt av kvarts och fältspat.

## Förekomst och användning
Kvartsporfyr är ofta en hållfast, väderbeständig och vacker bergart, som lämpar sig för teknisk användning. Särskilt vacker är korsit från Korsika, som innehåller sfäriska, radialstrålande klumpar. Liknande bergarter förekommer på flera ställen i Thüringerwald, i Pennsylvania, USA, med flera platser.
Under namn av ögondiorit, eller klotgranit, är en liknande bergart känd i Sverige och Finland. I Norge finns permiska kvartsporfyrgångar i Osloområdet.
Bland felsitporfyrerna, som tidigare mycket användes till prydnadsföremål, är Älvdalsporfyren berömd.